# Scheffau am Tennengebirge
Scheffau am Tennengebirge – gmina w Austrii, w kraju związkowym Salzburg, w powiecie Hallein. Liczy 1360 mieszkańców (1 stycznia 2015).